# Colt Walker
O Colt Walker, as vezes chamado de Walker Colt, foi um revólver de ação simples com um cilindro giratório com capacidade de seis cargas de pólvora negra e balas no calibre .44 feitas de chumbo. Ele foi projetado em 1846, fruto de uma colaboração entre o  Capitão Samuel Walker e o armeiro americano Samuel Colt.

## Histórico
O Colt Walker era tão inovador para sua época que enfrentou até problemas com a designação. Ele era oficialmente chamado de "pistola", pois foi o primeiro revólver a ser adquirido pelo Departamento de Ordenança do Exército. Isso era um problema criado pelo fato de muitos homens nunca terem visto um revólver até então, muito menos usado um, resultando em muitos cilindros destruídos, por disparo acidental de todas as seis câmaras simultaneamente.
O Colt Walker foi fabricado durante um curto período em 1847, baseado no Colt Paterson, só que muito melhorado, a tal ponto de sua precisão e alcance terem sido comparados aos rifles e mosquetes da época.
Walker desejava uma arma extremamente potente a curto alcance. Por ser carregado com uma quantidade de pólvora bastante maior que os revólveres de sua época, no momento de sua introdução o Colt Walker tornou-se a arma curta com maior poder fogo, em termos de energia, a ser superado apenas em 1935, com a chegada de armas no calibre .357 Magnum.
Samuel Walker portava dois desses revólveres que levavam seu nome na Guerra Mexicano-Americana. Ele foi morto em batalha no mesmo ano que sua famosa arma foi inventada, 1847, logo depois de as ter recebido.
Apenas 1.100 unidades originais dessas armas foram fabricadas, 1.000 para atender o contrato militar e mais 100 para o mercado civil, tornando o Colt Walker um revólver extremamente raro e dispendioso. Em 9 de outubro de 2008, um exemplar que foi usado por um veterano da Guerra Mexicano-Americana, foi vendido num leilão por US$ 920.000.
A República do Texas foi o maior comprador do modelo anterior, o Paterson Holster Pistol (No. 5 model), um revólver no calibre .36 de cinco tiros, e Samuel Walker adquiriu familiaridade com ele durante seu período de serviço como Texas Ranger. Em 1847, Walker estava engajado na Guerra Mexicano-Americana como um Capitão na "United States Mounted Rifles". Ele buscou aproximação com Colt, apresentou suas ideias e fez uma requisição para um revólver maior, para substituir a pistola de percussão Model 1842 de tiro único, então em uso. O revólver desejado, no calibre .44-.45 seria transportado em coldres montados em sela e seria grande o suficiente para matar, não só os soldados inimigos, como também seus cavalos. O Colt Walker foi usado na Guerra Mexicano-Americana e na subsequente defesa da fronteira do Texas.
O oficial médico John "Rip" Ford teve um especial interesse nos Colt Walker quando eles chegaram a Veracruz. Ele obteve dois exemplares para ele mesmo e é a principal fonte de informações sobre sua performance durante a guerra e depois dela. Sua constatação de que o revólver tinha o mesmo alcance e potência de impacto que o Rifle Mississippi no calibre .54, parece ter se baseado numa simples observação de um soldado mexicano sendo atingido a uma distância de mais de cem jardas (91,44 metros). O Walker, ao contrário da maioria das pistolas e revólveres militares que se sucederam, era muito eficaz na distância de cem jardas.

## Especificações
- Tipo: revólver
- Ação: ação simples

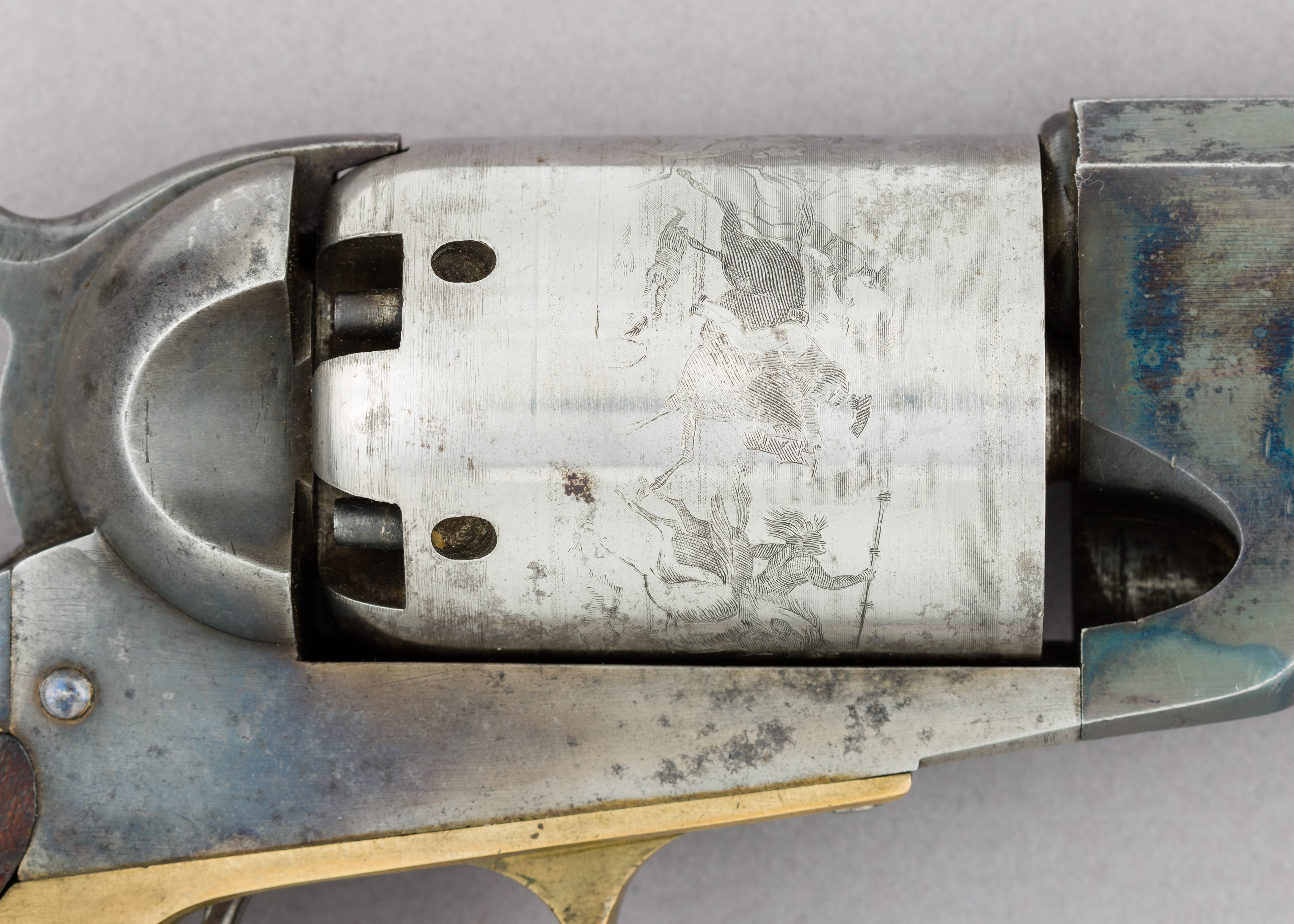
O cilindro de um Walker Nº 1017, no qual uma cena de batalha gravada, pode ser vista parcialmente.

- Peso: 4 ½ libras (2 kg) descarregado.
- Comprimento total: 15 ½ polegadas (390 mm).
- Comprimento do cano: 9 polegadas (230 mm).
- Calibre: .44, diâmetro de 0,454 polegadas (11,5 mm, com balas cônicas ou redondas.
- Carga: 60 gr (3,9 g) de pólvora em cada câmara, mais que o dobro dos contemporâneos.
- Velocidade de saída do cano: 1 000 lb·ft (1 360 J) a 1 350 lb·ft (1 830 J)
- Alcance efetivo: 100 yd (91,4 m)

O contrato inicial exigia 1.000 revólveres e seus apetrechos. Colt contratou Eli Whitney Junior, filho de Eli Whitney (que já fabricava mosquetes para o Exército), para atender o contrato e produziu 100 revólveres extras para vendas privadas e brindes promocionais. Os destinatários notáveis incluem John Coffee Hays. Colt contratou o gravador Nova-iorquino Waterman Ormsby para gravar uma cena no cilindro, baseada na descrição de Walker da batalha de 1844.

## Problemas
Além do grande tamanho e peso, problemas com o Colt Walker incluíam a ruptura dos cilindros depois dos disparos. Isso foi atribuído à metalurgia primitiva; soldados deixando que a pólvora transbordasse pelas bocas das câmaras; e até posicionando as balas cônicas ao contrário nas câmaras. Menos de 300 dos 1.000 Walker originais retornaram para reparo devido a ruptura do cilindro. Banha de porco era usada nas bocas dos cilindros por cima de cada bala para evitar que faíscas provocassem a ignição de todas as câmaras ao mesmo tempo, uma prática que continua até os dias de hoje entre os usuários de revólveres desse tipo, e apesar de cada câmara suportar 60 gr de pólvora, Colt recomendava não mais que 50 gr em cada.
O Walker possuía uma trava inadequada da alavanca de carregamento, o que permitia que a alavanca caísse com o recuo de um disparo, impedindo disparos rápidos em sequência. As correções desse problema naquele período, incluíram colocar um laço de couro cru em torno do cano e da alavanca de carregamento, para impedir que a alavanca caísse sob o recuo e travasse a ação da arma.

## Legado

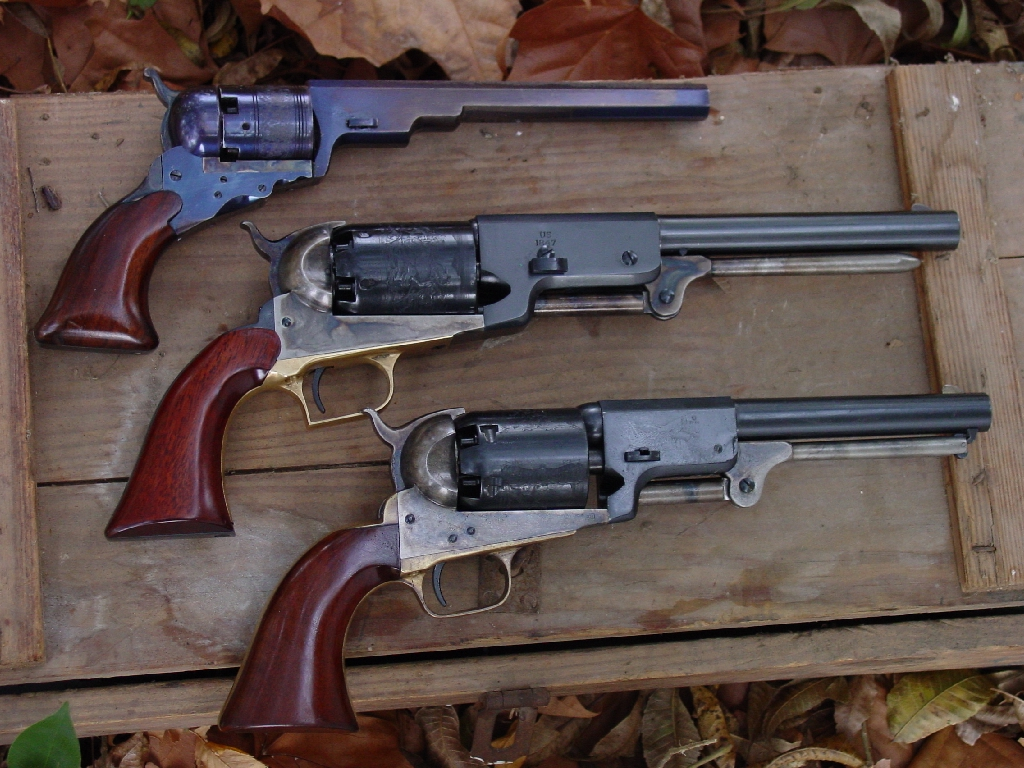
Réplicas modernas (da Fabbrica d'Armi Aldo Uberti), dos modelos da Colt, o Walker ao centro.

É sabido que o Whitneyville-Hartford Dragoon foi o primeiro modelo de transição entre o Walker e a série Dragoon de revólveres, tendo sido construídos com peças que sobraram dos Walker. Contratos subsequentes foram firmados a partir de 1848, para o que é conhecido hoje entre os colecionadores como o "First", "Second" e "Third Dragoon Models", todos baseados no Colt Walker, permitindo uma rápida evolução do desenho básico do revólver. Essas melhorias incluíam: canos mais curtos de 7 ½ polegadas (19 cm); câmaras mais curtas, normalmente carregadas com 50 gr de pólvora em vez dos 60 gr, com isso reduzindo a ocorrência de rupturas dos cilindros; e a inclusão de uma trava melhorada na ponta da alavanca de carregamento para evitar que ela caísse com o recuo da arma.
O Colt Walker, era muito potente, réplicas modernas, disparando pólvora negra de graduação "FFFg", produzindo níveis de energia de mais de 500 lb·ft (678 J) na saída do cano, tanto com balas cônicas, quanto com as balas de 0,454 in (11,5 mm), 141 grão (9,14 g) redondas. O Colt Walker de pólvora negra é tido como a arma de repetição mais potentes fabricada comercialmente de 1847 até a introdução do .357 Magnum em 1935, tendo uma energia de saída do cano praticamente idêntica a um revólver com cano de 4 polegadas (10 cm) disparando um .357 Magnum.
O Colt Walker mantém uma posição e mística únicas entre os usuários de armas de fogo, e seu nome é frequentemente usado, como designação genérica de pistolas de tamanho extragrande. Réplicas modernas, no calibre customizado .45 Black Powder Magnum tem sido oferecidas por: Colt Blackpowder shop, Cimarron Firearms, Armi San Marco e Fabbrica d'Armi Aldo Uberti.

## Na cultura popular
No livro de 1968, "True Grit", a personagem Mattie de 14 anos, porta um Colt Dragoon. No entanto, possivelmente devido ao maior tamanho do Walker, uma versão convertida para cartuchos foi usada no filme True Grit de 1969 baseado no livro, apesar do personagem de John Wayne se referir a ele como um Colt Dragoon. Já na versão de 2010 do mesmo filme ("remake"), ela portava um Dragoon, como originalmente descrito no livro. 
Na série de televisão "Preacher" assim como nos quadrinhos de mesmo nome, o personagem "Saint of Killers" usa um par de Walker Colts, presenteados a ele pelo "Anjo da Morte", as pistolas podem matar qualquer coisa, nunca erram e nunca ficam sem  munição.